# 군산항역
군산항역(群山港驛)은 전북특별자치도 군산시 오식도동에 위치한 군산항선의 화물역이다. 군산항선의 종점이다. ‘오식도역’으로도 알려져 있다.

## 역사
- 2020년 11월 24일 : 철도거리표 고시[2]
- 2020년 12월 10일 : 개통[3]